# Puerto Hambre
Puerto Hambre je spodletela španska kolonija ob obali Magellanovega preliva, približno 58 km južno od današnjega Punta Arenasa na jugu Čila. Danes velja ze geometrično središče države, če se upošteva še čilenski zahtevek po Antarktiki (Čilenski antarktični teritorij)
V začetku leta 1584 je Pedro Sarmiento de Gamboa ob obali Magellanovega preliva ustanovil dve postojanki s po 300 možmi, ki naj bi piratom preprečevali prečkanje ožine. Ena je bila 11. februarja ustanovljena Nombre de Jesús (»Jezusovo ime«) ob vzhodnem koncu ožine v Atlantski ocean, druga, ustanovljena 25. marca, pa Rey Don Felipe, ki je ležala zahodneje na polotoku Brunswick ob zalivu Bahía Buena. Gamboa je nato odšel v Rio de Janeiro. Od tam je poslal več ladij z zalogami, ki pa zaradi viharjev niso nikoli prišle do cilja. Med vračanjem v Panijo so Gamboo zajeli Angleži, tako da so kolonisti ostali povsem odrezani od sveta. V tem času je večina mož zaradi negostoljubnih razmer in pomanjkanja vegetacije zmrznila ali umrla od lakote. Januarja 1587 je v koloniji prispel angleški pirat Thomas Cavendish. V Nombre de Jesús je našel 18 sestradanih preživelih Špancev. Le edenn izmed njih, Tomé Hernández, je zaupal Cavendishu in odšel z njim, preostali so raje ostali in umrli od lakote. V Rey Don Felipe je Cavendish našel le še ruševine in trupla, zato je kraj preimenoval v Port Famine (»pristanišče lakote«), kar je kasneje prešlo v španski Puerto Hambre oz. Puerto del Hambre, ki sta uveljavljeni dandanes. Neuspeh Gamboovih kolonij je za več kot dve stoletji zaustavil evropske poskuse naselitve južne Patagonije.
Port Famine je nato postal oporišče britanske Kraljeve mornarice. Med prvo odpravo ladje HMS Beagle, ki je raziskovala hidrografijo Patagonije in Ognjene zemlje, je njen kapitan Pringle Stokes, ki je bolehal za globoko depresijo prispel v Port Famine, se za 14 dni zaklenil v svojo kabino, nato pa se je 2. avgusta 1828 ustrelil. Pokopali so ga na angleškem pokopališču, nato pa je ladja odplula v Rio de Janeiro, kjer so poveljstvo poverili Robertu FitzRoyu. Ta je ladji poveljeval tudi med drugo odpravo med letoma 1832 in 1834 in takrat se je ladja, na katere krovu je bil tudi Charles Darwin, večkrat ustavila v bazi Port Famine.
2. maja 1843 je pristanišče Puerta Hambre dosegla skupina prvih 20 nemških priseljencev. Istega leta je Juan Williams Rebolledo 2 km od tod postavil trdnjavo Fuerte Bulnes in tako dejansko udejanil čilenski zahtevek po celotnem Magellanovem prelivu.
1. februarja 1968 so Puerto Hambre razglasili za narodni spomenik.